# Euxoa theryi
Euxoa theryi är en fjärilsart som beskrevs av Le Cerf 1932. Euxoa theryi ingår i släktet Euxoa och familjen nattflyn. Inga underarter finns listade i Catalogue of Life.